# غرور (فیلم ۲۰۰۷)
غرور (انگلیسی: Pride) فیلمی زوج هنری در سبک کمدی-درام است که در سال ۲۰۰۷ منتشر شد.